# ماركو مادرايغال
ماركو مادرايغال (بالإسبانية: Marco Madrigal)‏ هو لاعب كرة قدم كوستاريكي في مركز حراسة المرمى، ولد في 3 أغسطس 1985 في سان خوسيه في كوستاريكا. لعب مع سانتوس دي جوابيلز ‏.

## وصلات خارجية
- ماركو مادرايغال على موقع قاعدة بيانات كرة القدم.إي يو (الإنجليزية)
- ماركو مادرايغال على موقع ناشيونال فوتبول تيمز (الإنجليزية)
- ماركو مادرايغال على موقع Soccerway.com (الإنجليزية)